# Araneus bipunctatus
Araneus bipunctatus là một loài nhện trong họ Araneidae.
Loài này thuộc chi Araneus. Araneus bipunctatus được Tord Tamerlan Teodor Thorell miêu tả năm 1898.